# J. D. 'Okhai Ojeikere
J. D. 'Okhai Ojeikere (Ovbionu-Emai) (* 1930 in Nigeria; † 2. Februar 2014 in Lagos, Nigeria) war ein nigerianischer Fotograf, der durch die Aufnahmen der einzigartigen Frisuren von nigerianischen Frauen bekannt wurde.

## Leben und Werk
J.D.'Okhai Ojeikere, auch Ojomu Emai genannt, wurde 1930 in einem ländlichen Gebiet im Südwesten Nigerias geboren. Er lebte und arbeitete in Lagos, Nigeria.
1950, im Alter von zwanzig Jahren begann J.D.'Okhai Ojeikere mit einer Kodak Brownie D zu fotografieren, obwohl das in seinem Dorf keineswegs üblich war. Durch einen Cousin wurde er in die Grundlagen der Fotografie eingeführt und er entwickelte sein Talent als Autodidakt weiter.
Als Assistent im Fotolabor des State Ministry of Information in Ibadan arbeitete Ojeikere ab 1954.
1961, nach der Dekolonisation Nigerias, wurde er Fotograf bei der ersten Fernsehstation Nigerias Television House in Ibadan, einer Abteilung des west-nigerianischen Rundfunks. 1963 zog er nach Lagos und arbeitet bis 1975 bei West Africa Publicity.
Seit 1967 ist Ojeikere Mitglied des Nigerian Arts Council.
Hairstyles ist die meist beachtete Serie mit über tausend Fotos. Es ist eine Dokumentation von Frisuren und Kopfbedeckungen nigerianischer Frauen über einen Zeitraum von ungefähr 40 Jahren. Diese Skulpturen für einen Tag nahm er auf Hochzeiten, auf der Straße, in Büros oder auf Partys auf.

## Ausstellungen (Auswahl)

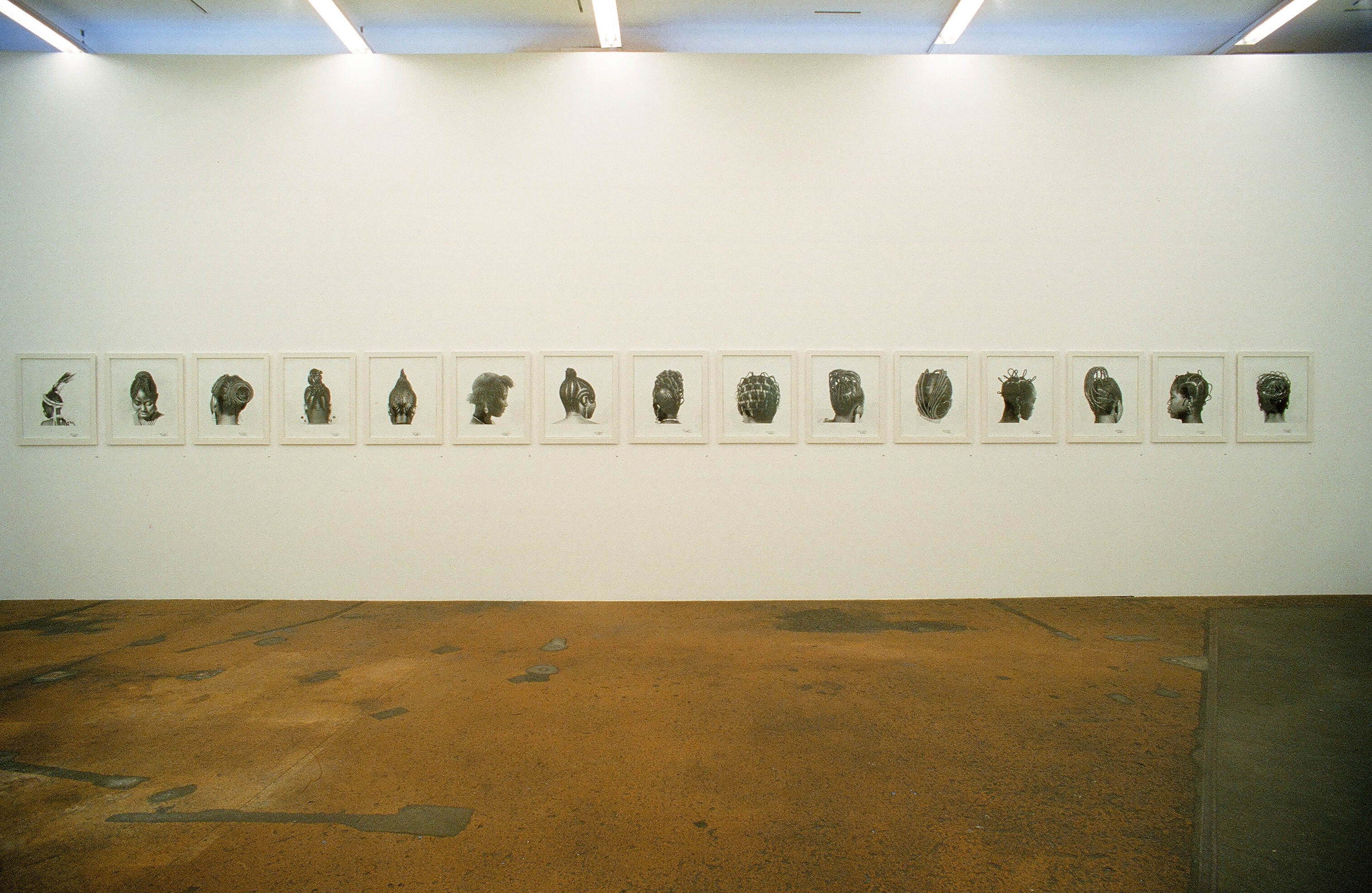
J.D.'Okhai Ojeikere, Archiv MAMCO

### Einzelausstellungen
- 2005 Hairstyles Maison de France, Lagos, Nigeria
- 2005 Hairstyles Blaffer Gallery, Houston, USA
- 2002 Hairstyles Wedge Gallery, Toronto, Kanada
- 2000 J.D. ‘Okhai Ojeikere Fondation Cartier pour l’Art Contemporain, Paris, France
- 1996 Nigerian Traditional Hairstyle Goethe-Institut-Lagos, Lagos, Nigeria
- 1995 J.D. ‘Okhai Ojeikere National Arts Council, Lagos

### Gruppenausstellungen
- 2013 Voyage Retour, Ein Ausstellungsprojekt der Fotografischen Sammlung des Museum Folkwang Essen. Federal Government Press, Broad Street, Lagos, Lagos Island, Nigeria
- 2013 Chobi Mela-International Photography Festival in Dhaka, Bangladesch[7]
- 2013 55. Biennale von Venedig, Venedig, Italien[8]
- 2011 ARS 11 Kiasma Kiasma Museum of Contemporary Art, Helsinki, Finnland
- 2011 J.D. Okhai Ojeikere: Moments of Beauty Centre for Contemporary Art, Lagos[9]
- 2010 Events of the Self: Portraiture and Social Identity The Walther Collection, Neu-Ulm
- 2008 Disguise - The art of attracting and deflecting attention Michael Stevenson Gallery, Kapstadt
- 2007 documenta 12, Kassel
- 2006 100% Africa Guggenheim-Museum Bilbao, Spanien
- 2006 About Africa, Part One Fifty One, Antwerpen, Belgien
- 2005 African Queen Studio Museum in Harlem, New York
- 2004 Stadtansichten: Lagos ifa-Galerie Berlin, Berlin
- 2004 J.D. Okhai Ojeikere und Malick Sidibé Hara Museum, Tokio
- 2001 J.D. Okhai Ojeikere Musée d’Art moderne et contemporain (Mamco), Genf
- 2001 Century City : art and culture in the modern metropolis, Tate Gallery of Modern Art, London UK
- 2000 Africa Inside Noorderlicht Fries Museum Leeuwarden, Niederlande
- 2000 Africa: Past-Present, Fifty one Fine art photography Antwerpen, Belgien
- 2000 La Beauté in Fabula Papstpalast, Avignon, Frankreich
- 1995 Nigerian Contemporary Art, World International Property Art WIPO Genf, Schweiz